# Blomstervignetter
Blomstervignetter (Nederlands: Bloemversieringen) is een liederenbundel van Agathe Backer-Grøndahl. Het is na Sange ved havet de tweede bundel waarvan de hoofdtitel niet alleen verwijst naar het aantal liederen. De liederenbundel werd uitgegeven voor Warmuth Musikforlag (nrs. 1378-1382) in december 1888, tegelijkertijd met Trois etudes pour piano en Seks idyller for piano.
De vijf liederen zijn geschreven op tekst van Vilhelm Blegsøe: 
- Lind (Winterlinde): in poco andantino in E majeur in 6/8-maatsoort
- Æbleblomst (Appelbloesem) in andantino in A majeur in 6/8-maatsoort
- Hvid og blaa anemone (Witte en blauwe anemoon)  in allegretto in As majeur in ¾-maatsoort
- Aakande (Magnolia sieboldii) in andantino espressivo in G majeur in 6/8-maatsoort
- Viol (Viooltje) in molto allegro e animato in A majeur in 2/4-maatsoort

Lind werd uitgevoerd op 25 maart 1890 in Kopenhagen door de componiste die Ida Morris begeleidde. De eerste uitvoering van alle liederen vond plaats op 13 februari in Oslo, de componiste zat opnieuw achter de piano, de zangeres was Dagmar Möller/Dagmar Sterky.